# 佐藤記念賞
佐藤記念賞（さとうきねんしょう）は、日本薬学会が授与する日本の学術賞。
日系アメリカ人薬学者の佐藤芳夫（1911- 1972)の業績を記念し、日本の薬学研究の奨励と日米研究者の交流促進のため、佐藤記念基金が設立され、1979年から施賞されている。日本国内の臨床薬学研究者を対象とする佐藤記念医療貢献薬剤師賞（旧称 佐藤記念国内賞）と、アメリカ合衆国の薬学研究者を対象とする佐藤記念国際賞がある。

## 佐藤記念医療貢献薬剤師賞
佐藤記念国内賞
- 第1回（1978年） - 池川信夫
- 第3回（1980年） - 綿矢有佑
- 第5回（1982年） - 後藤順一
- 第7回（1984年） - 幸田光復
- 第9回（1986年） - 片山誠二
- 第11回（1988年） - 田沼靖一
- 第13回（1990年） - 栗田城治
- 第15回（1992年） - 山口正義
- 第17回（1994年） - 宇根瑞穂
- 第19回（1996年） - 千葉寛
- 第21回（1998年） - 武田敬
- 第23回（2000年） - 高山廣光
- 第25回（2002年） - 柏木敬子
- 第27回（2004年） - 受賞者なし
- 第29回（2006年） - 豊岡尚樹
- 第31回（2008年） - 吉村祐一
- 第33回（2010年） - 原口一広
- 第35回（2012年） - 三隅将吾

佐藤記念医療貢献薬剤師賞
- 第37回（2014年） - 川上純一
- 第38回（2015年） - 三浦昌朋
- 第39回（2016年） - 寺田智祐
- 第40回（2017年） - 倉田なおみ
- 第41回（2018年） - 内藤隆文
- 第42回（2019年） - 矢野育子
- 第43回（2020年） - 辻口泰弘
- 第44回（2021年） - 大井一弥
- 第45回（2022年） - 受賞者なし
- 第46回（2023年） - 受賞者なし
- 第47回（2024年） - 受賞者なし

## 佐藤記念国際賞
- 第2回（1979年） - Joseph Coyle
- 第4回（1981年） - Ronald. T. Borchardt
- 第6回（1983年） - K. C. Rice
- 第8回（1985年） - M. M. Ames
- 第10回（1987年） - D. R. Thakker
- 第12回（1989年） - D. H. Rich
- 第14回（1991年） - Robert P. Hanzlik
- 第16回（1993年） - Sidney D. Nelson
- 第18回（1995年） - Valentino J. Stella
- 第20回（1997年） - Terrence R. Burke, Jr.
- 第22回（1999年） - Amy Hauck Newman
- 第24回（2001年） - Gunda I. Georg
- 第26回（2003年） - Michael S. Wolfe
- 第28回（2005年） - William L. Jorgensen
- 第30回（2007年） - Nigel H. Greig
- 第32回（2009年） - Kenneth A. Jacobson
- 第34回（2011年） - Jeffrey Aubé
- 第36回（2013年） - Richard B.Silverman
- 第38回（2015年） - ベンジャミン・クラヴァット
- 第41回（2018年） - Craig W. Lindsley
- 第43回（2020年） - Paul J. Hergenrother
- 第46回（2023年） -Kristy M. Ainslie